# Lebuinus
Lebuinus (spreek uit: Lebuïnus, Angelsaksisch: Liafwin) (onbekend - Deventer, ca. 773) was een Angelsaksische missionaris uit de achtste eeuw. Hij is heilig verklaard. Hij is de patroonheilige van Deventer.

## Verblijf in de Lage Landen
Lebuinus werd geboren uit Angelsaksische ouders in Engeland, maar hij bracht het grootste deel van zijn leven door in de Lage Landen. In 754 meldde hij zich bij de leider van de Utrechtse kerk, Gregorius van Utrecht. Deze gaf hem de opdracht om in het gebied van het huidige Gelderland en Overijssel de Saksen te kerstenen. Door de succesvolle prediking van Lebuinus werd de heidense Saksische religie in het gebied door steeds meer inwoners verlaten voor het Christendom. Er kwam echter ook een heidense reactie op gang, en Lebuinus' bekeringswerk werd door sommige Saksische leiders ongedaan gemaakt. Naar aanleiding van de vervolging, ging Lebuinus naar de algemene vergadering van het ding te Markelo (Marclo, mogelijk op de Dingspelerberg) waar hij echter door een wonder aan de wraak van de Saksische leiders kon ontkomen. Het is echter ook mogelijk, dat dit feit en het wonder zich afspeelden in een verdwenen nederzetting met dezelfde naam nabij Nienburg/Weser in Nedersaksen, Duitsland.

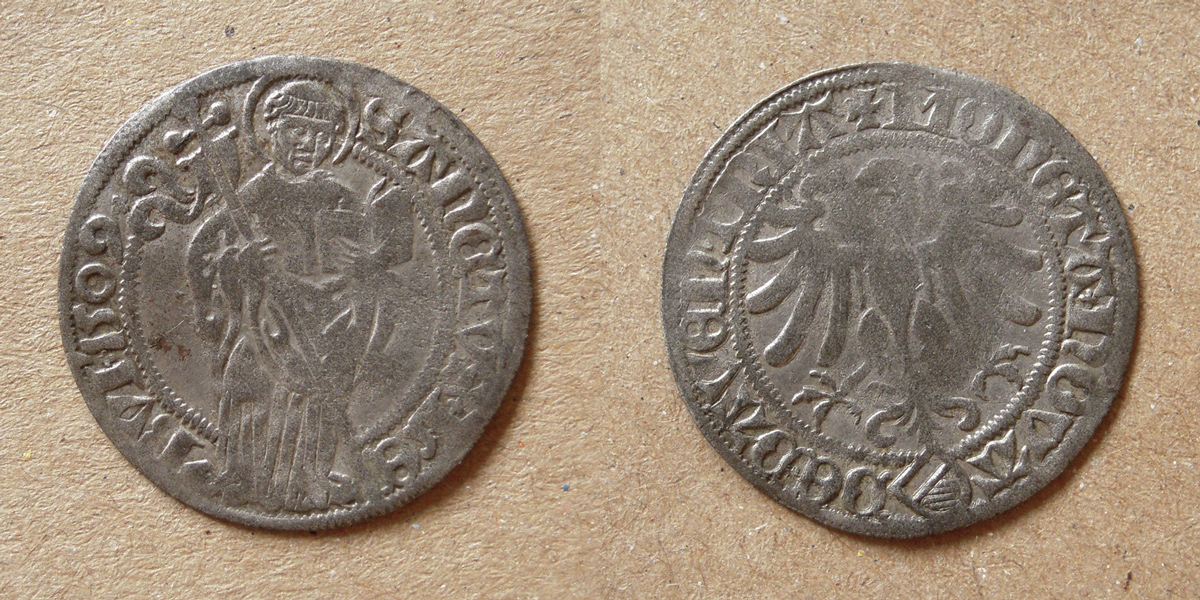
Deventer stuiver uit 1509, zilver. De voorzijde toont sint Lebuinus, de keerzijde de adelaar uit het Deventer stadswapen.

De vroegmiddeleeuwse heiligenlevens en geschiedwerken mogen niet worden gelezen als teksten waarin de auteurs historische feiten en gebeurtenissen vastlegden. De schrijvers van heiligenlevens hadden daartoe de intentie niet, zij wilden allereerst met hun 'biografie' de hoofdpersoon door verheerlijking een status geven waardoor hij of zij als heilige vereerd kon worden. Ook de twee heiligenlevens die het optreden van Lebuinus in de Saksische Volksvergadering beschrijven, de anonieme Vita antiqua van omstreeks 850 en de Vita Lebuini die Hucbald (ook wel Hucbaldus genoemd) omstreeks 920 schreef, moeten met de nodige omzichtigheid worden geraadpleegd. Dat deze beide vitae geen weergave zijn van historische feiten, was in het historische onderzoek naar Lebuinus vanaf het begin duidelijk. Zo laten zowel de anonieme auteur als Hucbaldus Lebuinus in zijn toespraak tot de Saksische volksvergadering dingen zeggen die ten tijde van Lebuinus nog niet waren gebeurd. De auteurs maakte gebruik van zijn kennis achteraf. Want als de Saksen niet zouden bekeren, zo dreigde Lebuinus, dan staat in het buurland een koning klaar om jullie land binnen te trekken, te plunderen en te verwoesten en om jullie krachten in vele oorlogen uit te putten. Hij zal jullie in ballingschap leiden, je beroven van je erfdeel, je doden met het zwaard en jullie bezittingen geven aan wie hij wil, en naderhand zullen jullie zijn slaven zijn van zowel hem als van zijn opvolgers. Die dreigementen van Lebuinus komen geheel overeen met hetgeen de Saksen overkwam in de oorlog die Karel de Grote van 772 tot 804 tegen hen voerde. Hij was de koning die in het buurland klaarstond om de Saksen met veel geweld te kerstenen. Lebuinus zou uiteindelijk niet meer zijn geweest dan een onbelangrijke, lokale evangelieprediker. Timerding (1929) kwalificeerde Lebuinus expeditie naar Marklo als 'zweifellos sagenhaft, oder von dem verfasser frei erdichtet': ofwel ongekend fantastisch, ofwel verzonnen. Ongeveer even ver gaan de conclusies van Matthias Springer in zijn boek 'Die Sachsen' uit 2004.
Als het verhaal over Lebuinus' bezoek aan de Saksische volksvergadering te Marklo aan de Wezer al een kern van waarheid bevat, dan is de locatie van dit Marklo niet te zoeken in Markelo in Twente, en waarschijnlijk ook niet in Marklohe ten zuiden van Nienburg/Weser. Duitse geleerden achten Lohe, gemeente Bad Oeynhausen, dat 10 km ten westen van de Wezer ligt, nog het minst onwaarschijnlijk als locatie van deze dingplaats.

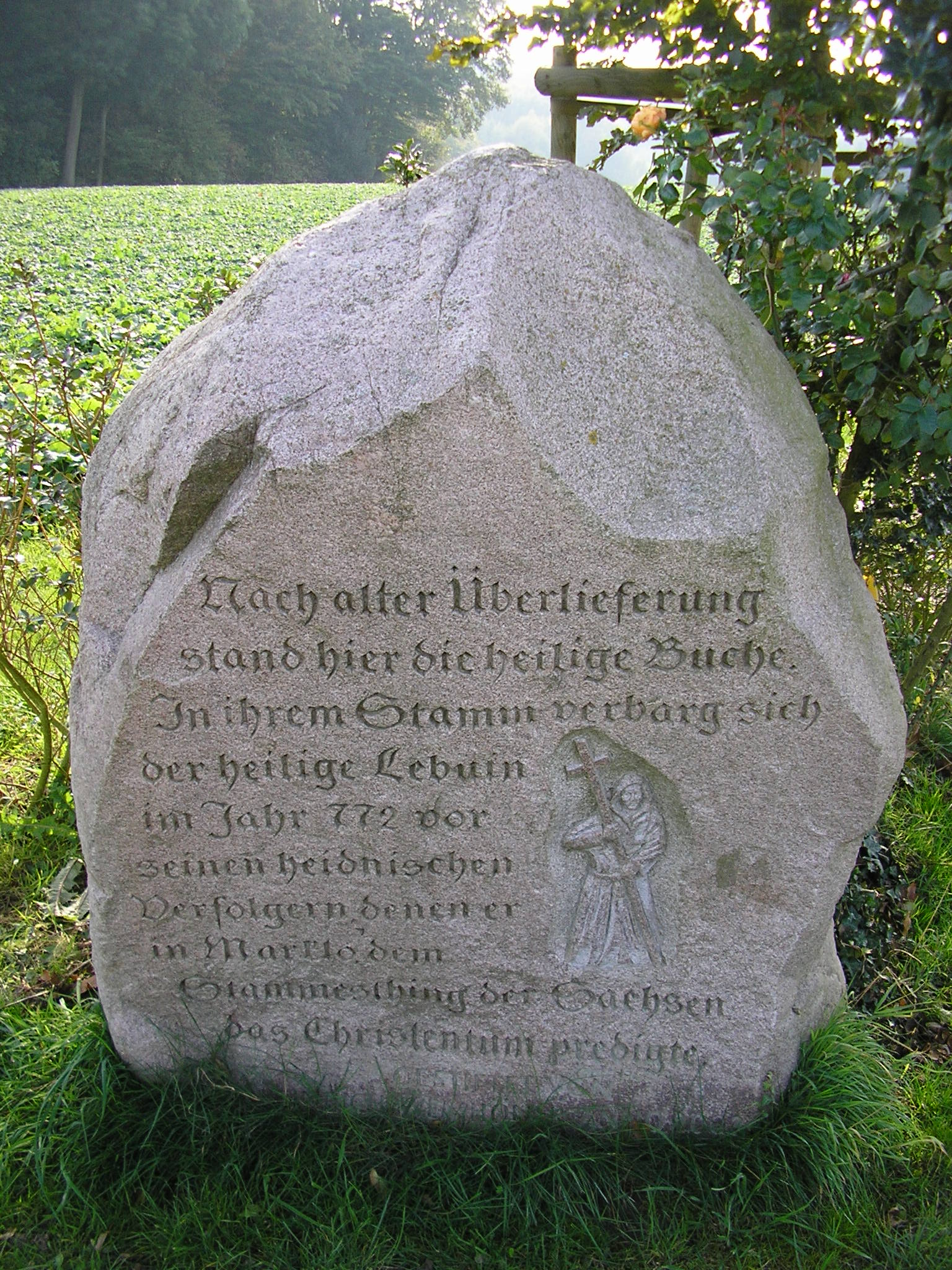
Gedenksteen Hilligenböke (waar Lebuinus bescherming zou hebben gekregen) in Schwarzenmoor gem. Herford

Over het in het oosten van de gemeente Herford liggende dorpje Schwarzenmoor gaat een oude legende. Dicht bij de gemeentegrens met Ortsteil Lohe van Bad Oeynhausen, op de hoek van de Alte Heerstraße en de weg Hilligenböke (heiligenbeuk) staat een gedenksteen voor Sint Lebuinus, een missionaris die in het jaar 772 bij de Saksische dingvergadering in Marklo aan de Wezer moedig het evangelie onder de nog heidense Saksen zou hebben gepredikt. Daardoor joeg hij de Saksen tegen zich in het harnas. Die wilden hem daarop doodslaan. Hier zou een beukenboom gestaan hebben, die zich beschermend voor Lebuinus geopend zou hebben en hem verborg.
Als onderdeel van zijn activiteiten stichtte hij diverse kerken in het gebied, onder andere in Wilp (Wilpa), de Dorpskerk Wilp nabij Voorst, waar de Saksische bekeerde weduwe Averhilde hem bijstond in de oprichting van parochie en kerk. De heidense reactie van leidende Saksen vernietigde echter veel kerken tot aan de versterking van de Frankische heerschappij in latere decennia.

Hij overleed omstreeks 773 en werd begraven in een door hem gesticht kerkje in Deventer, later herbouwd door de heilige Ludgerus. Op de plaats van dit kerkje verrees in de elfde eeuw een kapittelkerk, gewijd aan Lebuinis. Deze had enige tijd de status van kathedraal maar werd bij de Reformatie in 1591 door de protestanten in gebruik genomen als de Grote Kerk. De middeleeuwse Broederenkerk, die ook in protestantse handen kwam, kon in de 1803 weer in gebruik worden genomen door de rooms-katholieke gemeenschap. Ze werd toen eveneens gewijd aan Lebuinus.

## Verwantschap met Livinus van Gent
Lebuinus en zijn levensbeschrijving bevatten veel overeenkomsten met die van de (buiten Nederland) veel bekendere Sint-Lieven, zowel in de naam met de oorsprong Liafwin/Leofwine alsook in andere persoons- en plaatsnamen. Bovendien hebben beide heiligen 12 november als naamdag. Er wordt zowel gesteld dat Livinus een kopie van Lebuinus is als andersom. Overtuigende bewijzen ontbreken voor beide stellingen, maar mogelijk hebben de apart vereerde heiligen wel de oorsprong in dezelfde persoon.

## Iconografie
In de christelijke iconografie wordt Lebuinus afgebeeld met een dalmatiek of een kazuifel. In zijn ene hand heeft hij een gouden kruis en in de andere een boek. Aan het kruis zit soms een vaantje.

## Voorwerpen en relieken

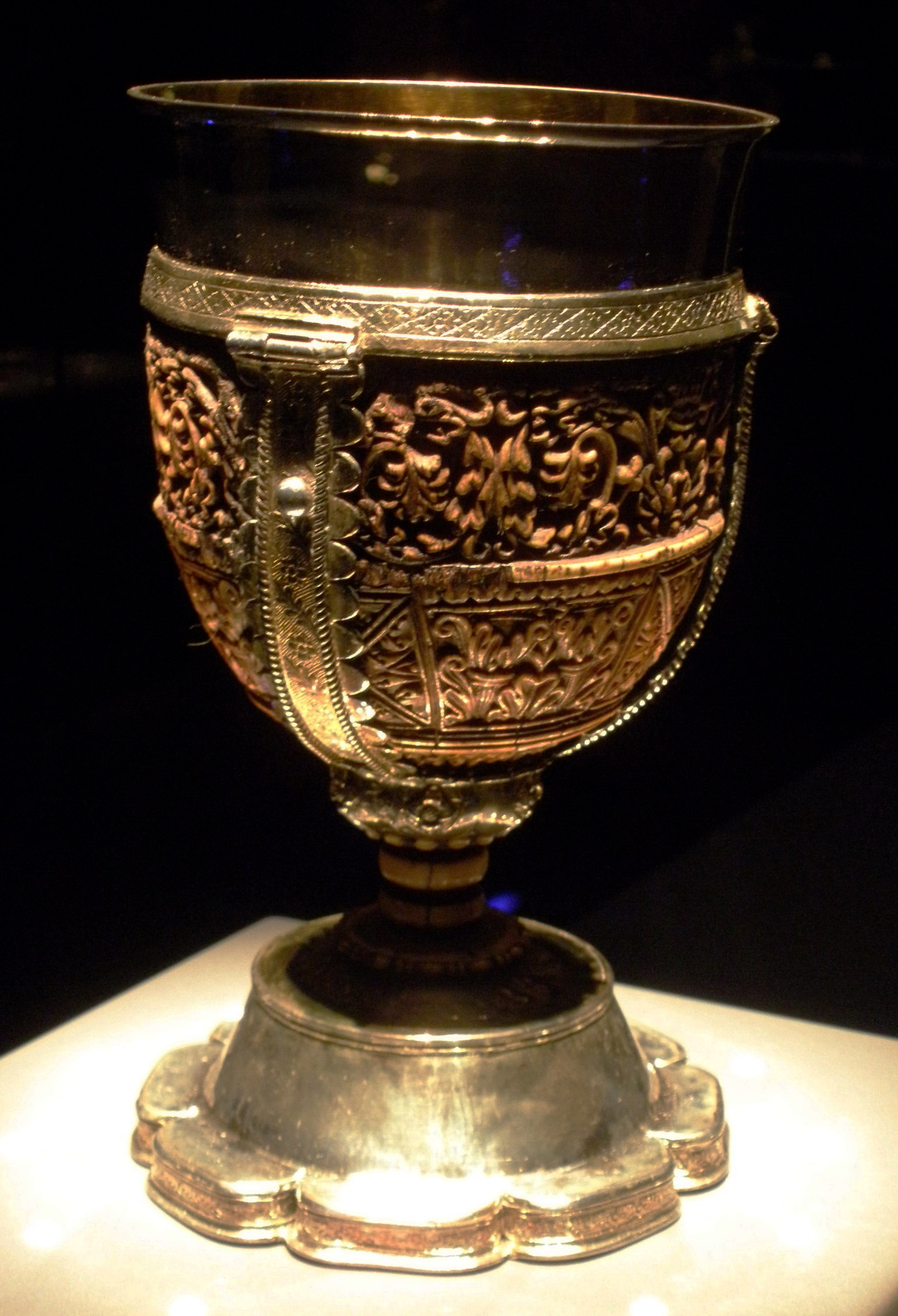
Lebuinuskelk

In Museum Catharijneconvent in Utrecht bevindt zich een kelk waarvan de legende vertelt dat deze aan Lebuinus heeft toebehoord. Tegenwoordig wordt aangenomen dat dit onjuist is, omdat de kelk vervaardigd zou zijn in de negende eeuw in de paleisschool van Karel de Grote in Aken. Ook bevinden zich in het Catharijneconvent drie geweven relieken van Lebuinus: een gedeelte uit de sierrand van een kazuifel en fragmenten van een albe en een cingel.
Restanten van Lebuinus' stoffelijk overschot bevonden zich in de Lebuinuskerk, waar na de Reformatie de processies waarin zijn relieken werden rondgedragen werden verboden. Deze relieken bevinden zich thans in de Broederenkerk in Deventer.

## Door Lebuinus gestichte kerken
- Inmiddels verdwenen kerk in Zoeterwoude, omstreeks 750.
- Sint-Lambertuskerk, ook bekend als de Witte Kerk, in Heemse, tussen 750 en 762.
- Grote of Sint-Michaëlskerk in Zwolle, omstreeks 765.
- De Dorpskerk in Wilp, omstreeks 765.
- Grote of Lebuinuskerk in Deventer, omstreeks 768.

- Biografisch Portaal: 63806348
- Gemeinsame Normdatei: 122130944
- International Standard Name Identifier: 0000 0000 1197 475X
- Library of Congress Control Number: n2009017443
- Virtual International Authority File: 42712019
- WorldCat: E39PBJkCYCWqpCx7YQqrMbc3wC